# Vanadocen

Vanadocen

Vanadocen je organokovová (metallocenová) sloučenina skládající se ze dvou cyklopentadienidových aromatických kruhů, mezi nimiž je koordinován dvojmocný vanad (+II) pentahaptickou vazbou (sendvičová struktura). Deriváty vanadocenu jsou zkoumány z biomedicínského a katalytického hlediska.[zdroj?]